# Гуменник великий
Гуменник великий, гуменник (Anser fabalis) — водоплавний птах, один з видів гусей, поширений на гніздуванні в тундрі Євразії. В Україні трапляєтться тільки під час міграцій.

## Зауваження щодо систематики
За традиційною систематикою (Степанян, 1990; Лысенко, 1991), у складі виду виділяють 4 підвиди: A. f. fabalis, A. f. brachyrhynchus, A. f. serrirostris та A. f. middendorfii. Проте останнім часом форму brachyrhynchus часто виділяють в окремий вид — гуменник короткодзьобий (Anser brachyrhynchus). 

## Морфологічні ознаки

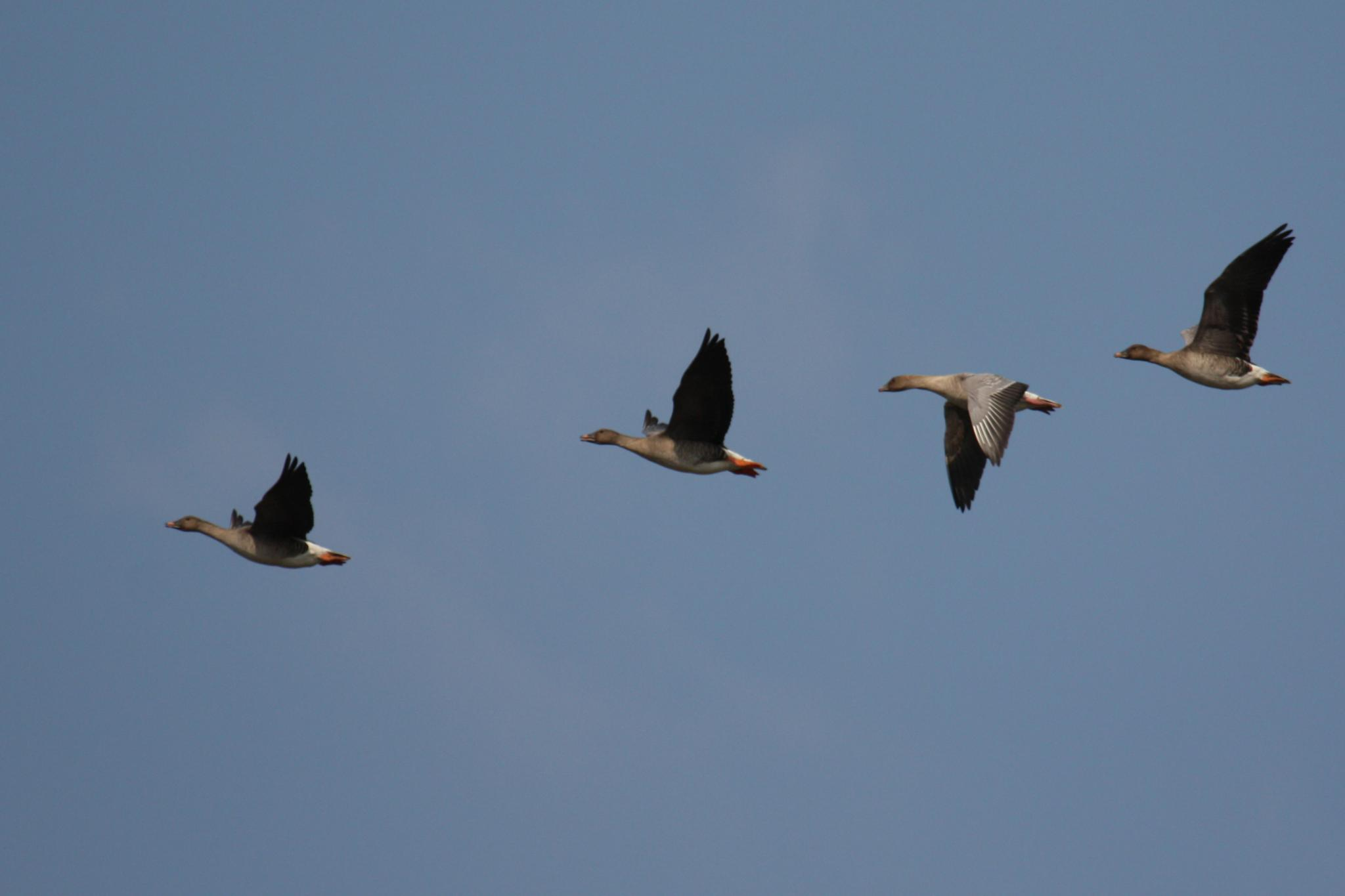
У польоті

Досить великий птах, який за зовнішнім виглядом нагадує сіру гуску. Від останньої відрізняється темним верхом і сподом крил, темною головою та шиєю, двоколірним дзьобом. Маса тіла 1,7—3,6 кг, довжина тіла 66—88 см, розмах крил 147—175 см. Статевий диморфізм не виражений. У дорослого птаха голова, верхня частина шиї, спина, поперек, верх і спід крил темно-бурі, пера спини і верху крил зі світлою верхівкою; воло, груди і черево спереду бурі, боки тулуба темніші пера зі світлою верхівкою; задня частина черева, надхвістя і підхвістя білі; махові пера темно-бурі, з білуватою верхівкою. У підвиду fabalis передня частина верху крил бура; середина дзьоба жовтогаряча, частина дзьоба біля основи і на кінці сірувато-чорні; ноги жовтогарячі. У підвиду brachyrhynchus передня частина верху крил, спина і поперек сірі; середня частина дзьоба рожева; ноги рожеві. Молодий птах світліший, ніж дорослий. 

## Поширення
Область гніздування гуменника охоплює східне узбережжя Гренландії та всю північну частину Євразії (Ісландія, Шпіцберген, континент від Норвегії до долини Ванкарема і басейн Анадиря).
Місця зимівлі гуменника розташовані в Західній Європі (від західної Німеччини, Нідерландів, північно-східної та центральної Франції до Чехії, Словаччини, Угорщини, Австрії, північної Італії, а також в Англії). 
В Україні гуменник трапляється під час міграцій на всій території, але переважно в західних та північних областях; зимує на окремих ділянках чорноморського узбережжя, зрідка — вздовж західного берега Азовського моря. 

## Гніздування
На місця гніздування в тундру прилітають в середині травня, рідше — наприкінці цього місяця та на початку червня (в залежності від умов року). Гнізда гуси влаштовують в заглибленні між купинами у мохово-пу[sdrjdsq або мохово-осоковій тундрі, на голій землі по уступах берегових обривів, в нижній частині призаплавних схилів, але не далі ніж 600 м від будь-якої водойми. Гніздо вистилають сумішшю власного дрібного пір'я з травою та мохом. Основа гнізда робиться з мохів, осоки, стебел злаків тощо. 
Відкладання яєць починається на початку червня. Повні кладка з 1—7 яєць. Як і у всіх гусей, насиджує тільки самка протягом 25 діб. 

## Міграції
Наприкінці серпня дорослі гуменники, що перелиняли, та виводки об'єднуються у великі зграї та кочують по тундрі. В Україні зазвичай пролітні гуменники з'являються у другій половині вересня. Масовий проліт відбувається протягом жовтня. 

## Живлення

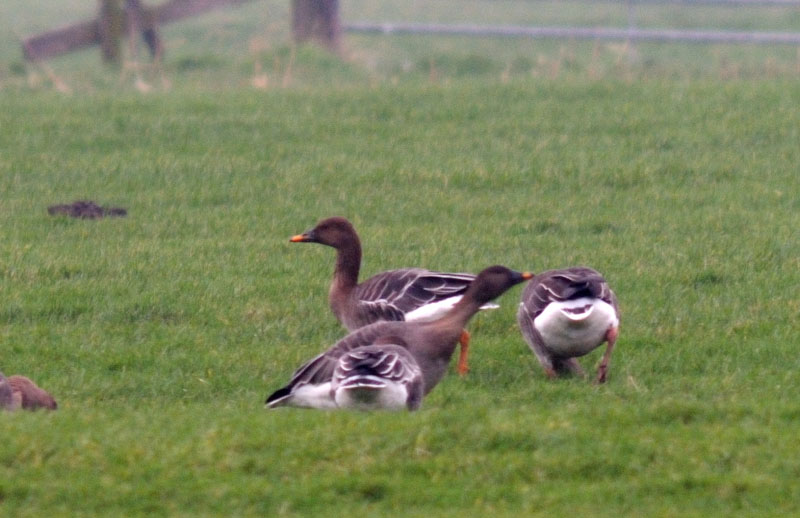
Під час живлення

В області гніздування дорослі та пташенята живляться листям осоки, дюпонсії, пухівки та мохами. У період міграції в Україні гуменники живляться вегетативними зеленими частинами озимини, конюшини, пожнивними залишками (зерном) пшениці, ячменю та кукурудзи.

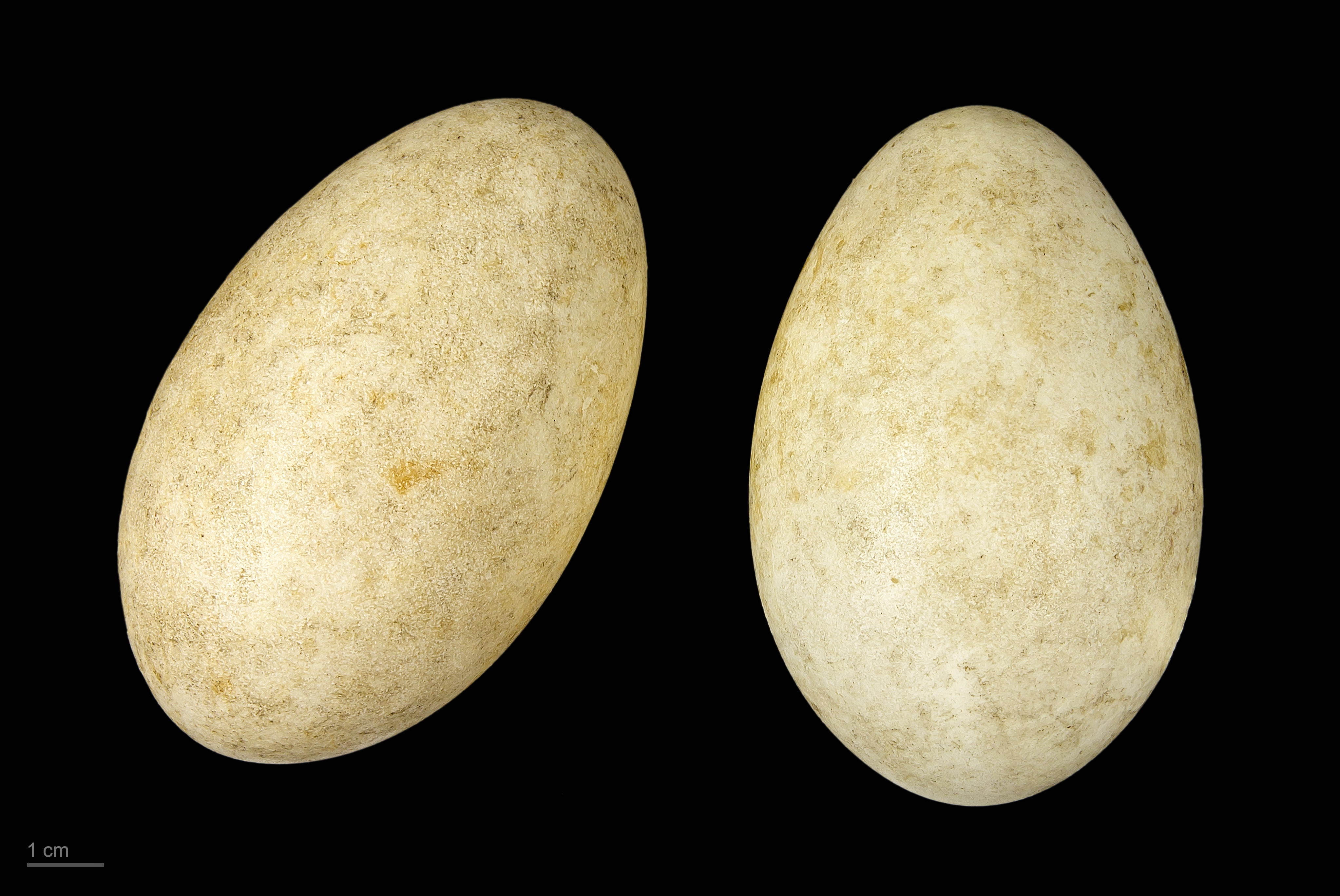
яйце Anser fabalis - Тулузький музей

## Практичне значення
Належить до мисливських птахів. В Україні гуменників відстрілюють в осінній період разом з іншими видами гусей. Однак велика обережність птахів призводить до того, що обсяги полювання на цей вид є мізерними. 
У місцях масових скупчень, як і інші види гусей, гуменники можуть завдавати деякої шкоди сільському господарству, поїдаючи сходи озимих культур. 